# Archidiecezja Concepción
Archidiecezja Concepción – jest jedną z pięciu rzymskokatolickich archidiecezji w Chile. Siedzibą arcybiskupią jest miasto Concepción.
Została wydzielona z archidiecezji Santiago de Chile 22 marca 1563 jako diecezja La Imperial, przemianowana na Concepción w 1603 roku, a 20 maja 1939 podniesiona do rangi archidiecezji.
W skład metropolii Concepción wchodzą również następujące diecezje: Chillán, Los Ángeles, Temuco, Villarrica i Valdivia.

## Biskupi Concepción
1. Fray Pedro Ángel de Espiñeira (1761-1778)
2. Francisco José Marán (1779-1794)
3. Tomás de Roa y Alarcón (1794-1805)
4. Diego Antonio Navarro Martín de Villodres (1806-1818)
5. José Ignacio Cienfuegos (1832-1840)
6. Diego Antonio Elizondo y Prado (1840-1852)
7. José Hipólito Salas (1854-1883)
8. Fernando Blaitt Mariño (1886-1887)
9. Plácido Labarca Olivares (1890-1905)
10. Luis Enrique Izquierdo Vargas (1906-1917)
11. Gilberto Fuenzalida Guzmán (1918-1938)
12. Alfredo Silva Santiago (1939)

## Arcybiskupi Concepción
1. Alfredo Silva Santiago (1939-1963)
2. Manuel Sánchez Berguiristain (1963-1982)
3. José Manuel Santos Ascarza (1983-1988)
4. Antonio Moreno Casamitjana (1989-2006)
5. Ricardo Ezzati Andrello (2006-2010)
6. Fernando Chomalí Garib (2011-2023)
7. Sergio Pérez de Arce (2024-nadal)